# 周嘉鹰
周嘉鹰（1995年10月4日—），加拿大出生的中国女子冰球运动员，在场上担任主力门将。她的母亲是中国人，父亲尼古拉斯是加拿大人，也是一位冰球门将。

## 外部連結
- 周嘉鹰 - Jiaying ZHOU （页面存档备份，存于）